# Charlotte Grandinger
Charlotte Grandinger (14 febbraio 2007) è una sciatrice alpina tedesca.

## Biografia
Slalomista pura attiva dal novembre del 2023, la Grandinger ha esordito in Coppa Europa il 21 febbraio 2024 a Malbun (35ª); non ha debuttato in Coppa del Mondo e non ha preso parte a rassegne olimpiche o iridate.

## Palmarès

### Coppa Europa
- Miglior piazzamento in classifica generale: 112ª nel 2025

### Campionati tedeschi
- 1 medaglia:
  - 1 oro (slalom speciale nel 2024)